# Hapalopeza nitens
Hapalopeza nitens är en bönsyrseart som beskrevs av Henri Saussure 1871. Hapalopeza nitens ingår i släktet Hapalopeza och familjen Iridopterygidae. Inga underarter finns listade i Catalogue of Life.